# Barda Sclero
Barda Sclero (... – 2 aprile 991) è stato un generale bizantino del X secolo.
Sclero fu promosso ufficiale in giovane età, ebbe una carriera militare brillante e divenne comandante supremo delle forze bizantine in oriente.

## La prima proclamazione a Basileus

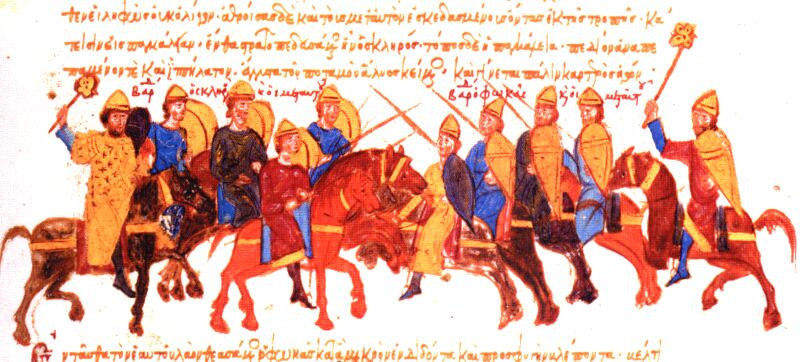
La battaglia tra gli eserciti di Barda Sclero e di Barda Foca il Giovane.

Nel 977 Barda Sclero venne nominato Basileus dalle sue truppe, e, nell'autunno dello stesso anno, ottenne due vittorie importanti, grazie all'appoggio della flotta bizantina meridionale. A pochi mesi dalla sua proclamazione Sclero conquistò Nicea, ed iniziò ad attaccare via mare la capitale Costantinopoli; in quel momento aveva sotto controllo tutta la parte orientale dell'impero bizantino. Le battaglie marittime furono vinte da Basilio II Bulgaroctono, in quanto la marina del Corno d'oro, meglio equipaggiata, era ancora fedele all'Imperatore. Visto che ormai Basilio II Bulgaroctono dominava il mare, l'esercito imperiale, sotto il comando di Barda Foca, reclutati molti uomini da Cesarea e dalla Cappadocia, attaccò Sclero sfondando nei suoi territori. La guerra civile si protrasse per altri due anni e mezzo, fino alla primavera del 979, quando si combatté la battaglia finale a Sarvenisni (Aquae Saravenae o Basilika Therma) nel thema di Charsianon (nei pressi della moderna Kırşehir), conclusasi con la sconfitta di Barda Sclero. Quest'ultimo in seguito alla sconfitta subita riuscì a fuggire, rifugiandosi con il suo seguito presso l'emiro buwayhide di Baghdad Adud al-Dawla.

## La seconda proclamazione a Basileus
Il califfo di Baghdad voleva usare Sclero nel momento di maggiore debolezza dell'impero, per impadronirsene ed assoggettarlo al dominio arabo. L'occasione si presentò nel 986, quando Sclero venne a conoscenza della sconfitta di Basilio II Bulgaroctono contro i Bulgari. Equipaggiato con uomini e mezzi dal califfo di Baghdad, Sclero si autoproclamò Basileus, ma, giunto in Anatolia, capì subito che i nobili non l'avrebbero appoggiato, in quanto fedeli a Barda Foca. Lo stesso Foca, che a quel punto era diventato estremamente popolare, si proclamò Basileus, e propose a Sclero di unire le forze e dividersi l'impero. Bardas Sclero accettò; Barda Foca non aveva alcuna intenzione, però, di mantenere le promesse fatte. Appena Sclero ebbe abbassato la guardia Foca lo fece imprigionare: ebbe così sotto il suo comando anche le truppe di Sclero, che rimanevano fedeli al califfo, il quale era interessato soltanto al logoramento degli eserciti imperiali.

## La fine della rivolta
Barda Foca morì in battaglia, ed il suo esercito fu sconfitto da Basilio II; nel frattempo Sclero era riuscito a fuggire dalla sua prigionia, ma, vecchio e stanco, era ormai innocuo, ed accettò le condizioni di pace dell'imperatore. Dopo il trattato di pace Basilio II Bulgaroctono utilizzò Sclero come consigliere, per trovare il modo di fermare eventuali nuove rivolte dei nobili. Sclero propose di introdurre enormi tasse e di perseguitarli, anche ingiustamente. In questo modo, troppo occupati nel riuscire a sopravvivere, non avrebbero avuto più tempo per nuove trame ambiziose. Basilio II Bulgaroctono non dimenticherà mai quel consiglio lungo tutto il suo regno.
Bardas Sclero morì anziano e rispettato alla corte dell'imperatore.